# Patrulla militar als Jocs Olímpics
La Patrulla militar és un esport que ha format part una sola vegada del programa oficial olímpic, en l'edició dels Jocs Olímpics d'Hivern de 1924. La competició fou obert únicament a la categoria masculina, i en fou vencedor el combinat suís.
Posteriorment fou esport de demostració en les edicions de 1928, 1936 i 1948.

## Programa
• = programa oficial
 (d) = esport de demostració
| Esport           | 24 | 28  | 32 | 36  | 48  |
| ---------------- | -- | --- | -- | --- | --- |
| Patrulla militar | •  | (d) |    | (d) | (d) |

## Medaller
| Posició | País      | Or | Argent | Bronze | Total |
| 1       | Suïssa    | 1  | 0      | 0      | 1     |
| 2       | Finlàndia | 0  | 1      | 0      | 1     |
| 3       | França    | 0  | 0      | 1      | 1     |